# 1975年世界乒乓球锦标赛
1975年世界乒乓球锦标赛是第三十三届世界乒乓球锦标赛，于1975年2月6日至16日在印度加尔各答举行。这是印度第二次主办世界乒乓球锦标赛。

## 赛果

### 团体
| 项目                | 金牌                                            | 银牌                                                                                                  | 铜牌                                                                                |
| 男子团体 斯韦思林杯 | 中國 · 李鹏 · 李振恃 · 梁戈亮 · 陆元盛 · 许绍发 | 南斯拉夫 · Milivoj Karakašević · Zoran Kosanović · Miran Savnić · 安通·斯蒂潘契奇 · 德拉古廷·舒尔贝克 | 瑞典 · 斯特兰·本特松 · 谢尔·约翰松 · 布·佩尔松 · Ulf Thorsell · 英厄马尔·维克斯特伦 |
| 女子团体 考比伦杯   | 中國 · 葛新爱 · 胡玉兰 · 张立 · 郑怀颖          | · 郑贤淑 · 金顺玉 · 李艾莉萨 · Sung Nak-so                                                            | 日本 · 枝野富枝 · 大关行江 · 高桥省子 · 橫田幸子                                    |

### 单项
| 项目     | 金牌                                    | 银牌                              | 铜牌                              |
| 男子单打 | 约尼尔·伊什特万                         | 安通·斯蒂潘契奇                   | 河野满                            |
| 男子单打 | 约尼尔·伊什特万                         | 安通·斯蒂潘契奇                   | 高島規郎                          |
| 女子单打 | 朴英顺                                  | 张立                              | Tatiana Ferdman                   |
| 女子单打 | 朴英顺                                  | 张立                              | 葛新爱                            |
| 男子双打 | 盖尔盖伊·加博尔 约尼尔·伊什特万         | 安通·斯蒂潘契奇 德拉古廷·舒尔贝克 | Jean-Denis Constant 雅克·塞克雷坦 |
| 男子双打 | 盖尔盖伊·加博尔 约尼尔·伊什特万         | 安通·斯蒂潘契奇 德拉古廷·舒尔贝克 | 阿部勝幸 伊藤繁雄                 |
| 女子双打 | 玛丽亚·亚历山德鲁 高桥省子              | 朱香云 林美群                     | Elmira Antonyan Tatiana Ferdman   |
| 女子双打 | 玛丽亚·亚历山德鲁 高桥省子              | 朱香云 林美群                     | 大关行江 橫田幸子                 |
| 混合双打 | 斯坦尼斯拉夫·戈莫兹科夫 Tatiana Ferdman | Sarkis Sarchayan Elmira Antonyan  | 梁戈亮 张立                       |
| 混合双打 | 斯坦尼斯拉夫·戈莫兹科夫 Tatiana Ferdman | Sarkis Sarchayan Elmira Antonyan  | 伊藤繁雄 大关行江                 |